# A Night in Heaven
A Night in Heaven is een Amerikaanse romantische dramafilm uit 1983, geregisseerd door John G. Avildsen, met in de hoofdrol Christopher Atkins als student en Lesley Ann Warren als zijn lerares.

## Verhaal
Whitney Hanlon, een ruimtevaartingenieur bij NASA, wijst het voorstel voor een baan in de defensiesector af en wordt ontslagen. Zijn vrouw Faye, een lerares, wordt door haar zus naar een stripclub gesleept, waar ze een knappe Rick Monroe, een van zijn studenten, ontmoet tussen de artiesten. Het is het begin van een clandestiene relatie, waarbij de jongeman hoopt op hulp bij het behalen van het diploma, gezien zijn slechte prestaties. De relatie wordt snel ontdekt. Hanlon zal de jonge man met superioriteit tegemoet treden, terwijl hij een verschrikkelijke vergelding in scène zet.

## Rolverdeling
| Acteur             | Personage       |
| ------------------ | --------------- |
| Christopher Atkins | Rick Monroe     |
| Lesley Ann Warren  | Faye Hanlon     |
| Robert Logan       | Whitney Hanlon  |
| Deney Terrio       | Tony            |
| Deborah Rush       | Patsy           |
| Sandra Beall       | Slick           |
| Alix Elias         | Shirley         |
| Carrie Snodgress   | mevrouw Johnson |
| Andy García        | TJ de barman    |
| Joseph Gian        | Pete            |

## Muziek
De originele filmmuziek is gecomponeerd door Jan Hammer en de soundtrack bevat twee nummers die later enorme pophits zouden worden. "Heaven", mede geschreven en uitgevoerd door Bryan Adams, zou Adams' eerste Amerikaanse nummer één nummer worden toen het in 1985 opnieuw werd uitgebracht. Een vroege versie van het nummer "Obsession", uitgevoerd op de soundtrack door de co-schrijvers, Holly Knight en Michael Des Barres, zouden opnieuw worden opgenomen en als single worden uitgebracht door de band Animotion. De film kenmerkte ook het nummer "Dirty Creature" van de Nieuw-Zeelandse / Australische groep Split Enz.

## Prijzen en nominaties
| Jaar | Prijs                   | Categorie        | Genomineerde(n)    | Uitslag  |
| ---- | ----------------------- | ---------------- | ------------------ | -------- |
| 1984 | Golden Raspberry Awards | Slechtste acteur | Christopher Atkins | Gewonnen |